# 圣雅各伯宗徒堂 (马拉加)

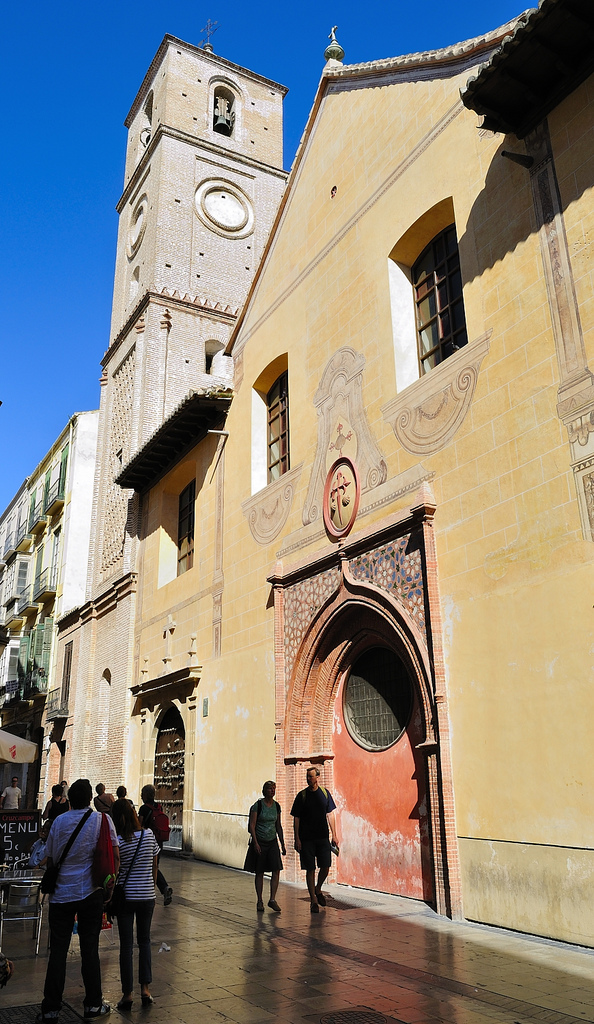

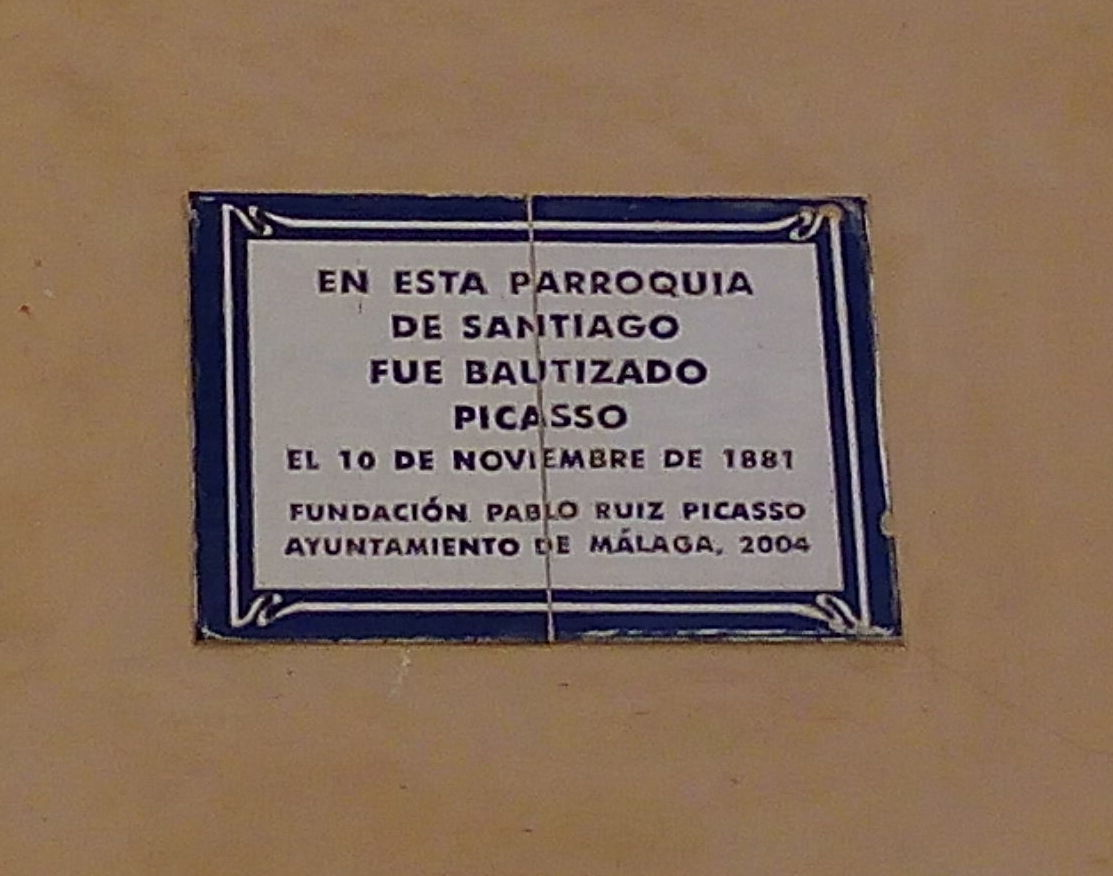
1881年毕加索在此领洗

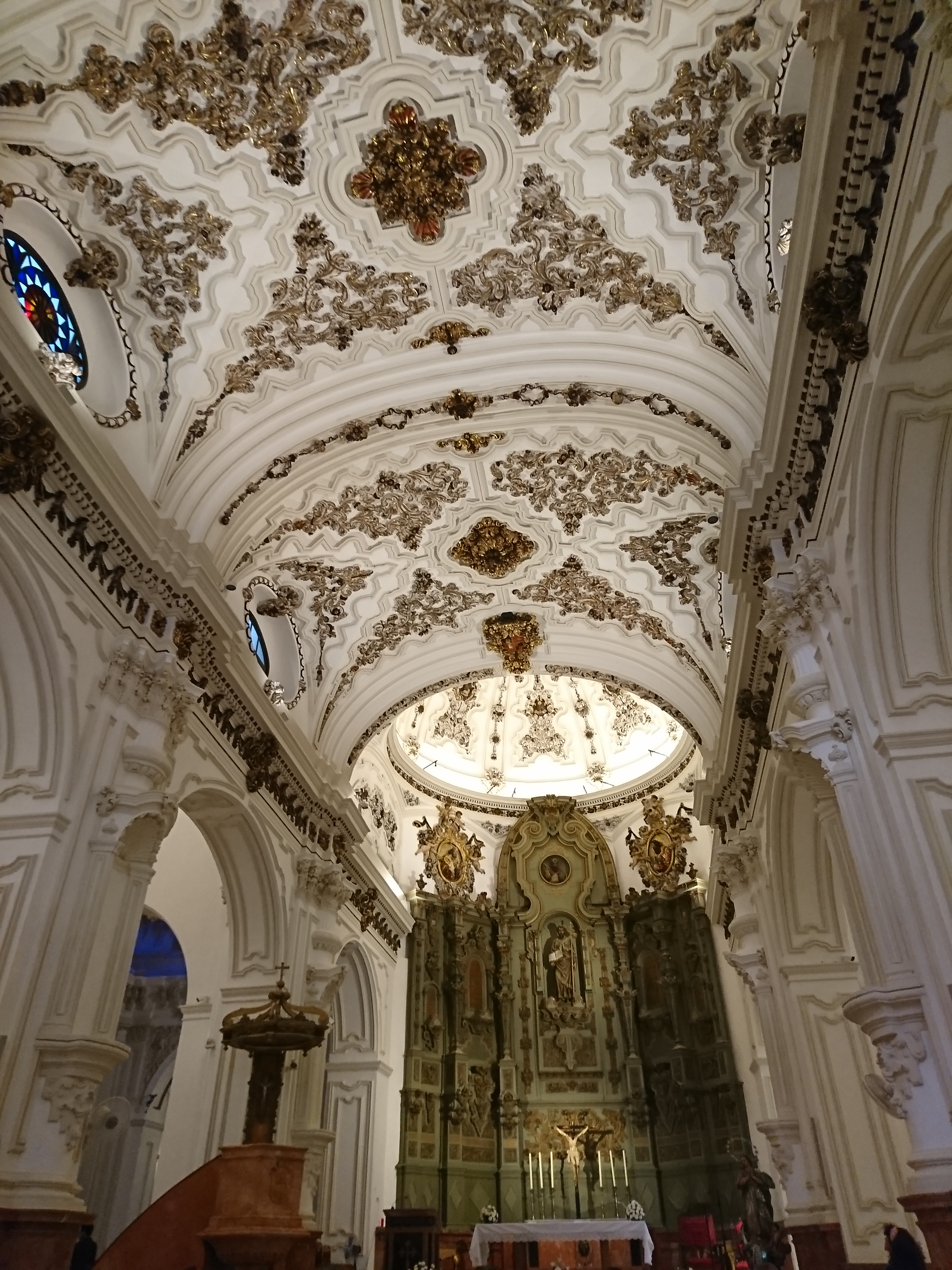

圣雅各伯宗徒堂（西班牙語：Iglesia Parroquial de Santiago Apóstol）是一座罗马天主教堂区教堂，供奉圣雅各伯宗徒，位于西班牙安达卢西亚自治区马拉加城的格拉纳达街（Calle Granada）。该堂为哥特式-穆德哈尔风格，以及18世纪的巴洛克风格。艺术家毕加索于1881年11月10日在这座教堂领洗。
该堂与这座城市的历史密切相关。在1487年基督教重新征服之后，该堂的建设开始，它是天主教双王在该城内建立的四个堂区中的第一个，另外三座是圣若望堂（Iglesia de San Juan）、圣体龛教堂（Iglesia de Santiago Apóstol）和致命圣人堂（Iglesia de los Santos Mártires）。 该堂曾作为主教座堂，直到马拉加主教座堂完工。
该堂是一处西班牙文化财产。2016年1月，教堂内部恢复原状，恢复了原有的白色墙壁、明亮的光线甚至地下室， 并于2017年7月2日重新向公众开放。

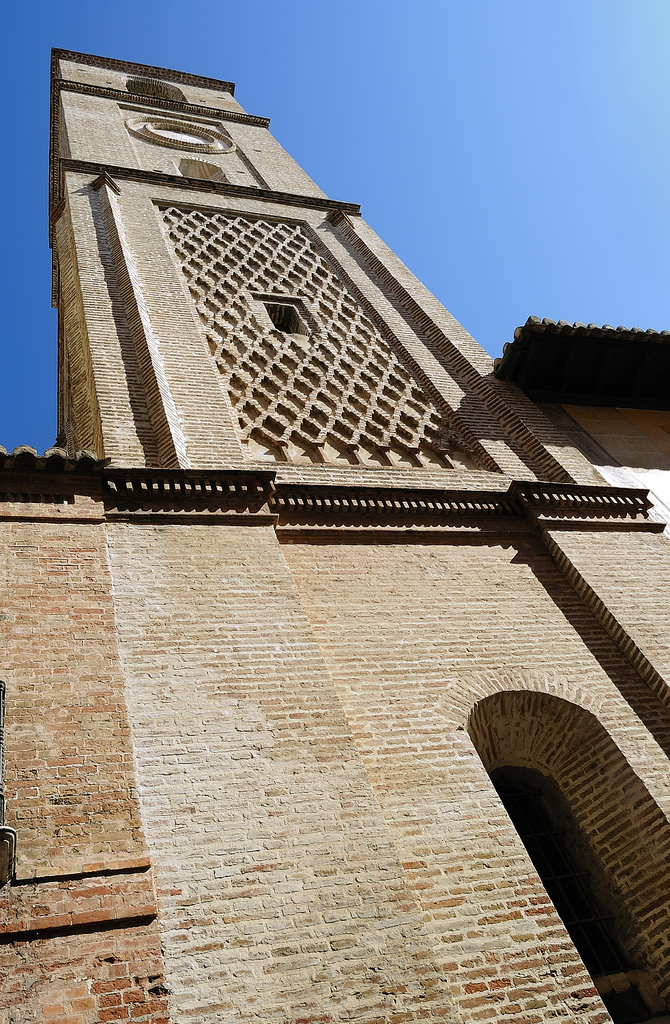